# Anicet Kopliński
Anicet Kopliński (właśc. Adalbert (Wojciech) Kopliński, niem. Anizet Koplin; ur. 30 lipca 1875 w Debrznie (niem. Frydland), zm. 16 października 1941 w Oświęcimiu (KL Auschwitz)) – polski zakonnik pochodzenia niemieckiego w Zakonie Braci Mniejszych Kapucynów, prezbiter, kaznodzieja, męczennik okresu II wojny światowej, nazywany jałmużnikiem Warszawy lub Św. Franciszkiem Warszawy oraz błogosławiony Kościoła katolickiego.

## Życiorys
Urodził się 30 lipca 1875 w wielodzietnej, zgermanizowanej rodzinie, jako drugi z dwunastoosobowego rodzeństwa. Był synem katolika, robotnika Lorenza Koplina (pol. Wawrzyniec) oraz luteranki Berty z domu Moldenhau. Na chrzcie nadano mu imiona Antoni, Adalbert (Wojciech). Ukończył w 1893 humanistyczne gimnazjum w rodzinnej miejscowości Debrznie. Na jego przyszłe losy, powołania do życia konsekrowanego zaważyło pewne wydarzenie z lat młodości, kiedy to poważnie zachorował. Jak wspominał po latach – ślubował, że jeżeli wyzdrowieje wstąpi do zakonu. Tak się też stało i wybór padł na zakon kapucynów, do którego wstąpił 23 listopada 1893, kiedy to rozpoczął nowicjat w Sigolsheim, w Alzacji, w prowincji westfalskiej, przyjmując imię zakonne Anicet. Śluby czasowe złożył 24 listopada 1894, śluby wieczyste 24 listopada 1897, a święcenia kapłańskie przyjął 15 sierpnia 1900 z rąk biskupa Emmanuela Alfonso van den Boscha OFMCap. Będąc kaznodzieją, a jednocześnie pisarzem i poetą religijnym (lata 1914–1918 wiersze, szkice historyczne i teksty publicystyczne) rozpoczął pracę – początkowo w Dieburgu, a następnie w Werne, Sterkrade i Krefeld, m.in. wśród polskich emigrantów zarobkowych. Od 1916 pełnił także obowiązki kapelana więźniów i jeńców wojennych, głównie Polaków.
Następnie został wysłany na naukę języka polskiego do klasztoru kapucynów w Warszawie, gdzie przybył 2 marca 1918, pozostając w nim już na stałe, przyjmując potem (prawdopodobnie na początku lat 30.) obywatelstwo polskie i spolszczając swoje nazwisko Koplin na Kopliński. W liście z 21 marca 1918 do westfalskiego ojca prowincjała po przybyciu do Warszawy napisał m.in.:

Przy wejściu do starej polskiej rezydencji królewskiej ogarnęło mnie miłe ciepło łagodnych promieni słonecznych budzącej się właśnie w tym kraju młodej wiosny, przyjacielski zwiastun owego uszczęśliwiającego światła słonecznego, które uśmiechnęło się do mnie z oczu Ojca Komisarza Kazimierza przy wejściu do nowego domu zakonnego. Uściskał mnie z prawdziwie polską serdecznością i franciszkańską braterskością, a okazywał miłość najczulszej i najtroskliwszej matki.

Ze szczególnym namaszczeniem celebrował Eucharystię. W Warszawie cieszył się sławą dobrego spowiednika. Z jego posługi korzystali m.in. nuncjusze w Polsce: Achille Ratti, przyszły papież Pius XI, kard. Lorenzo Lauri, kard. Francesco Marmaggi czy abp Filippo Cortesi oraz liczne duchowieństwo: kard. Aleksander Kakowski, bp Stanisław Gall czy bp Józef Gawlina. Przede wszystkim zajmował się jednak działalnością wśród ubogich, dla których kwestował, pomagał w nauce i znalezieniu pracy. Był nazywany „jałmużnikiem”, „św. Franciszkiem Warszawy” czy „opiekunem ubogich”. W pamięci wielu osób pozostał jego wizerunek jako świątobliwego kapucyna z piuską i wyciągniętą ręką, proszącego po łacińsku: Pro pauperibus (pol. dla biednych). Wiele czasu spędził na podwarszawskim osiedlu Annopol, gdzie przebywali bezrobotni i bezdomni (w 113 barakach żyło około 11 000 ubogich). Z inicjatywy ojców kapucynów powstała tam duża kuchnia, przygotowująca posiłki dla nich. Wykorzystywał niemal każdą chwilę, aby w różnoraki sposób pomóc najbardziej potrzebującym, stwarzając swoisty system zdobywania niezbędnych środków materialnych. Potrafił nawet oddać potrzebującemu buty, które miał na nogach. Zaskarbił sobie życzliwość właścicieli barów i kawiarń, restauratorów, hotelarzy, sklepikarzy, piekarzy i rzemieślników, którzy go wspierali. Był jedną z najpopularniejszych postaci Warszawy lat 20. i 30. XX wieku. Przyjaźnił się m.in. z o. Fidelisem Chojnackim OFMCap. (również późniejszym błogosławionym), aktorem Teatru Rozmaitości Mieczysławem Frenkielem czy aptekarzem Józefem Urpszą, późniejszym kapłanem, jezuitą oraz zasłużonym na polu charytatywnym. Pisarz Stanisław Podlewski tak wspominał działalność o. Aniceta:

Niemal co kilkanaście kroków zatrzymującego się i rozmawiającego spotykałem często na ulicach, placach i w kościołach stolicy w czasie moich studiów uniwersyteckich. Posiadał wyjątkowy dar obcowania z ludźmi, chwytał za serce.

Dobrze znali go tramwajarze, którzy na podniesienie jego ręki zatrzymywali pojazd w dowolnym miejscu, by mu pomóc w posłudze ubogim, jak również kierowcy i dorożkarze. Pracę społeczną kontynuował po wybuchu II wojny światowej. Z narażeniem życia ukrywał w klasztorze przy ul. Miodowej Żydów oraz ludzi zaangażowanych w ich ratowanie. Wielu braci uczestniczyło w wyrabianiu metryk dla prześladowanych i pomagało dostarczać żywność mieszkańcom warszawskiego getta.

## Męczeństwo

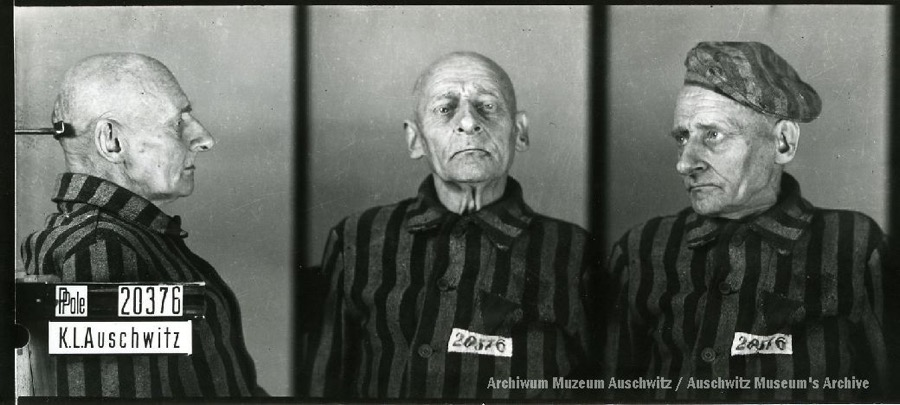
Anicet Kopliński jako więzień KL Auschwitz numer obozowy 20376. Oświęcim 1941

W nocy z 26 na 27 czerwca 1941 został aresztowany przez gestapo razem z ojcem gwardianem Innocentym Hańskim OFMCap. oraz 20 innymi kapucynami klasztoru warszawskiego. W czasie przesłuchań na Pawiaku miał powiedzieć:

Wstydzę się, że jestem Niemcem.

Następnie został przewieziony 4 września 1941 do niemieckiego obozu koncentracyjnego w Auschwitz, gdzie otrzymał numer obozowy 20376 oraz oznaczenie „P” (Polen). Uznany za „nieproduktywnego więźnia”, został pobity już przy wysiadaniu z transportu i pogryziony przez esesmańskiego psa. Umieszczono go w obozowym bloku nr 19. Zmarł jak napisano w tzw. Księdze kostnicy 16 października 1941, prawdopodobnie zamordowany w komorze gazowej lub na skutek zastrzyku ze śmiercionośnym fenolem. Według niepotwierdzonej wersji mógł również być wrzucony do rowu i zasypany wapnem palonym. Ciało świątobliwego zakonnika spalono w obozowym krematorium.

## Beatyfikacja

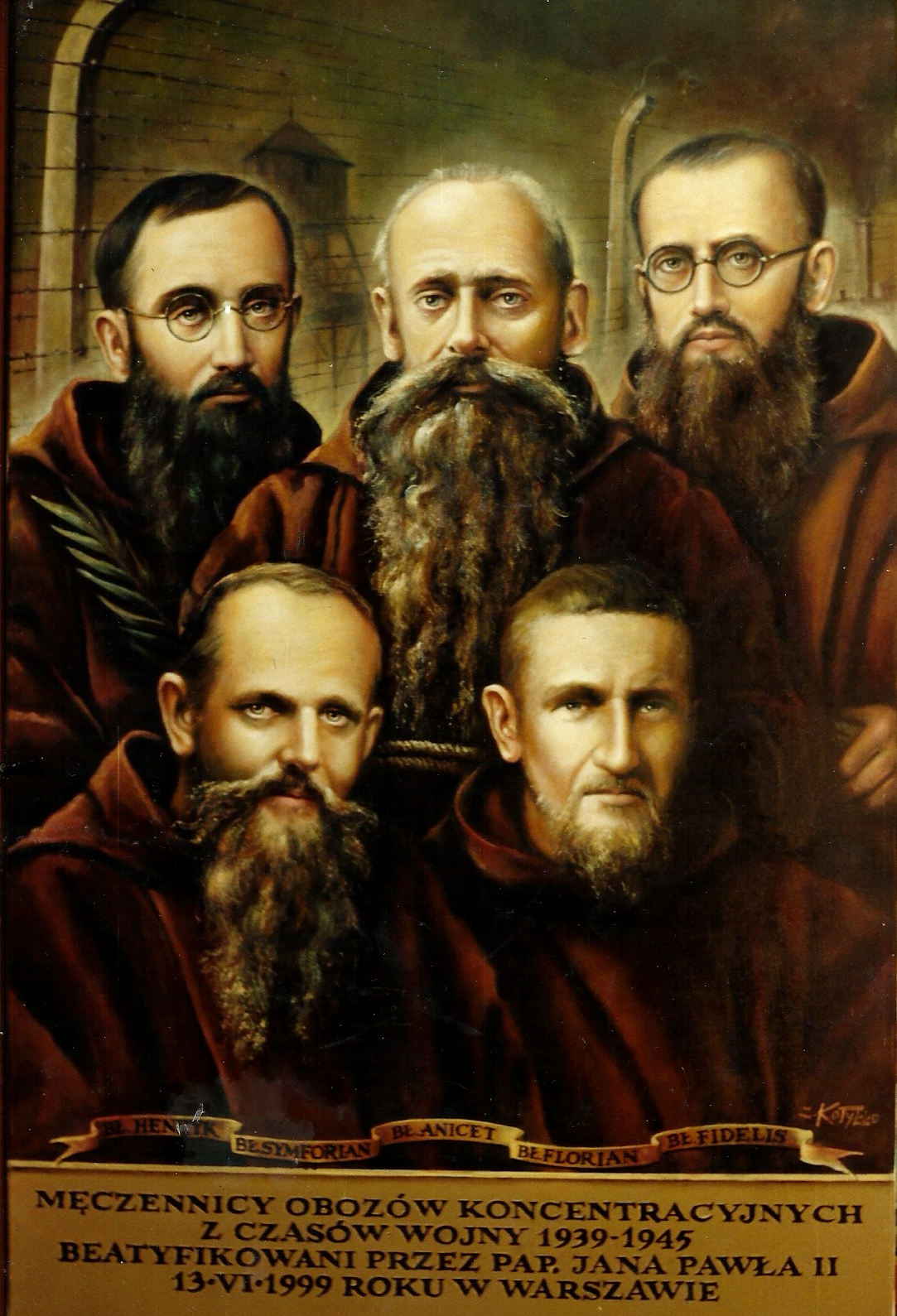
Kapucyńscy męczennicy obozów koncentracyjnych (w środku Anicet Kopliński), mal. Zbigniew Kotyłło

Macierzysty zakon ojców kapucynów podjął starania w celu wyniesienia na ołtarze kapucyńskich męczenników okresu II wojny światowej w tym również o. Aniceta Koplińskiego. Po przeprowadzonej procedurze procesowej został on beatyfikowany podczas uroczystej mszy świętej 13 czerwca 1999 w Warszawie na placu marsz. Józefa Piłsudskiego przez papieża Jana Pawła II podczas jego pielgrzymki do Polski, będąc w gronie 108 polskich męczenników okresu II wojny światowej. Jego wspomnienie liturgiczne przypada 12 czerwca wraz z innymi błogosławionymi męczennikami.

## Upamiętnienie
Jedną z ulic w miejscowości Debrzno nazwano jego imieniem. Zostało namalowanych kilka obrazów z jego podobizną (m.in. obraz olejny z 2000, artysty Stanisława Baja). Przy klasztorze kapucynów w Warszawie istnieje „Dom bł. Aniceta Koplińskiego Jałmużnika”. Powstała również specjalna fundacja w Warszawie jego imienia prowadząca działalność wspierającą osoby bezdomne.

### Fundacja im. Aniceta Koplińskiego
Z myślą o kontynuacji działalności charytatywnej podjętej przez niego w latach 20. XX wieku i pamięci o jego świątobliwym życiu na terenie Warszawy powstał pomysł założenia fundacji jego imienia. 21 września 2010 z inicjatywy Braci Mniejszych Kapucynów oraz osób świeckich, m.in. aktora Radosława Pazury oraz innych wolontariuszy powołana została Fundacja Kapucyńska im. bł. Aniceta Koplińskiego. Fundacja podejmuje szereg działań pozwalających bezdomnym powrócić do samodzielnego życia, m.in. opiekę psychologiczną, warsztaty aktywizacji zawodowej, indywidualne wsparcie. Ponadto przy klasztorze Braci Mniejszych Kapucynów na Miodowej prowadzona jest jadłodajnia dla ubogich i bezdomnych. Każdego dnia wydawanych jest tu ok. 300 posiłków. Kuchnia funkcjonuje dzięki wolontariuszom skupionym przede wszystkim wokół Towarzystwa Charytatywnego im. św. o. Pio oraz dzięki pomocy finansowo-rzeczowej wielu instytucji i darczyńców. Ponadto fundacja jest organizatorem wielu akcji pomagających osobom bezdomnym m.in. akcji „Artyści dla bezdomnych”.